# Оселя зла: Потойбічне життя
Оселя зла: Потойбічне життя (англ. Resident Evil: Afterlife) — четвертий фільм із серії «Оселя зла», знятий режисером Полом Андерсоном. Сценарій також написав Андерсон, який був сценаристом і продюсером попередніх трьох фільмів, а також режисером найпершого з них.

## Сюжет
Еліс із групою своїх клонів здійснює напад на штаб-квартиру корпорації Амбрелла, розташовану в захищеному підземному бункері під вулицями Токіо, внаслідок якого гине весь персонал і охорона комплексу. В останній момент голова корпорації — Альберт Вескер рятується на одному з бойових конвертопланів. Активувавши систему самознищення підземного комплексу, він тим самим намагається знищити всіх клонів Еліс.
Але справжня Еліс переслідує Вескера і намагається вбити його в конвертоплані. Вескеру вдається ввести їй препарат, який нейтралізує Т-вірус, перетворюючи Еліс на звичайну людину. Однак Вескер не встигає її вбити: конвертоплан зазнає аварії в околицях Токіо. Еліс дивом виживає після падіння, але не виявляє Вескера.
Пізніше Еліс потрапляє на аеродром, де обзаводиться бушлатом (з написом «АРМІЯ» кирилицею) і літаком Як-52, на якому вирушає до нібито єдиного не ураженого вірусною інфекцією місця — міста Аркадія на Алясці, куди полетіли її друзі в попередньому фільмі. Але там вона розуміє, що не існує ніякого міста — є тільки пустир, повний прибулих на сигнал літаків та гелікоптерів без людей.
Там вона знаходить Клер Редфілд з прикріпленим на грудях роботом-павуком, створеним «Амбреллою», який вводить ін'єкції якоїсь речовини, що стирає спогади. Щойно позбувшись павука Клер поступово набуває спогадів про Аркадію та про Еліс.
Клер і Еліс вилітають в знищений Лос-Анджелес, де виявляють невеликий загін вцілілих, яким вдалося сховатися в казематах міської в'язниці. Позаяк вулиці міста кишать полчищами агресивних зомбі, Еліс приймає ризиковане рішення приземлитися безпосередньо на дах будівлі в'язниці. Вцілілі прийняли літак за рятувальну операцію з «Аркадії», сигнал якої вони також отримують по радіо. З'ясовується, що «Аркадія» є не містом, а кораблем, який нині дрейфує біля берегів Лос-Анджелеса. В глибині в'язниці Клер знаходить свого брата Кріса Редфілда, який під час бунту в'язнів виявився замкненим в одній з камер.
До воріт в'язниці дістається Кат, який є одним із результатів нових експериментів «Амбрелли» (як і зомбі-копачі, маджині і новий вид собак, ад'юли), який гігантською сокирою намагається проломити ворота. У обложених не залишається вибору, як випустити Кріса і прислухатися до нього. Він розповідає їм про БТР, на якому можна врятуватися і про склад зі зброєю. Але з бойової машини знято двигун і для установки його на місце у обложених не вистачить часу та можливостей. Як тільки Еліс та Кріс добувають зброю, вони вирішують вибратися через тунель, прокладений копачами в каналізації. В цей час вривається Кат, якого Еліс та Клер вдається перемогти.
Вцілілі залишають будівлю в'язниці і вирушають через канали каналізації у напрямку до узбережжя. По дорозі загін втрачає Лютера — його хапають зомбі. Решта допливають до «Аркадії», на якій з'ясовується, що корабель належить корпорації «Амбрелла», і на ньому також проводяться експерименти над незараженими людьми.
В одному з відсіків корабля Еліс знаходить Альберта Вескера, який і розповідає їй кінцеву мету експериментів на цьому кораблі. Т-вірус дає йому надлюдську швидкість і силу, але є дуже нестабільним, який прагне поглинути залишки людської ДНК Вескера. Для підтримки стабільного стану йому необхідна свіжа людська ДНК. Він хоче з'їсти Еліс і отримати її ДНК як єдиного стійкого носія Т-вірусу.
В ході подальшої сутички Еліс, Клер і Кріс розстрілюють Вескера і замикають його тіло у відсіку корабля, що не заважає йому всього через кілька хвилин воскреснути і втекти з «Аркадії» на бойовому конвертоплані. Вескер, як і в Японії, активує систему знищення корабля, але виявляє завбачливо перевстановлену Еліс бомбу у себе в конвертоплані. Потужний вибух повністю знищує конвертоплан, однак пізніше на задньому фоні видно Вескера, який спускається на парашуті. Лютер виходить з каналізації — хоча його і схопив зомбі, але йому вдалося їх перемогти і вижити.
У заключних кадрах фільму Еліс оновлює текст сигналу трансльованого «Аркадією». Згодом на перехоплення вцілілих прибувають десятки бойових конвертопланів корпорації «Амбрелла» під командуванням Джилл Валентайн, на грудях якої такий же павук, який контролював пам'ять у Клер. У фіналі фільму звучить фраза Еліс: «У нас проблеми».

## У ролях
- Мілла Йовович — Еліс
- Сієнна Гіллорі — Джилл Валентайн
- Елі Лартер — Клер Редфілд
- Вентворт Міллер — Кріс Редфілд
- Шон Робертс — Альберт Вескер
- Спенсер Лок — К-Март
- Борис Коджо — Лютор Вест
- Кім Коутс — Беннет
- Кейсі Барнфілд — Крістал
- Норман Енг — Кім Йонг
- Серджо Періс-Менчета — Енджел Ортіз

## Саундтрек
Автор музики і слів Команда композиторів Tomandandy. 
| #     | Назва                 | Тривалість |
| ----- | --------------------- | ---------- |
| 1.    | «Tokyo»               | 4:32       |
| 2.    | «Umbrella»            | 1:20       |
| 3.    | «Damage»              | 1:02       |
| 4.    | «Cutting»             | 1:12       |
| 5.    | «Twins»               | 1:47       |
| 6.    | «Exit»                | 0:47       |
| 7.    | «Far»                 | 1:07       |
| 8.    | «Flying»              | 1:58       |
| 9.    | «Memory»              | 3:17       |
| 10.   | «Los Angeles»         | 2:09       |
| 11.   | «Binoculars»          | 2:53       |
| 12.   | «Prison»              | 1:58       |
| 13.   | «Discovery»           | 1:10       |
| 14.   | «Hatchet»             | 1:23       |
| 15.   | «AxeMan»              | 3:07       |
| 16.   | «Arcadia»             | 4:21       |
| 17.   | «Up»                  | 1:39       |
| 18.   | «Party»               | 0:54       |
| 19.   | «Promise»             | 2:12       |
| 20.   | «Resident Evil Suite» | 4:33       |
| 43:21 |                       |            |

## Цікаві факти
- Вентворт Міллер неабияк зізнався, що переживав через свій персонаж. Кріс Редфілд схожий на героя Майкла Скоффілда, якого він зіграв у фільмі «Втеча». У обох випадках герой спочатку перебуває у в'язниці, а його перша фраза «Я знаю, як звідси вибратись».
- Під час знімання Мілла Йовович випадково вистрелила в камеру вартістю 100 тисяч доларів.
- Елі Лартер пропустила сім епізодів свого серіалу «Герої» для того, щоб з'явитися у фільмі.
- Протягом усього фільму Редфілд одягнена у червону майку.
- Виробництво фільму повинно було відбутися на одній з найбільших студій у Торонто, але за день до знімання вона згоріла.
- Цей фільм єдиний, де не показуються очі Еліс великим планом і різкі пробудження від сну.
- У пролозі розповідається, що поїздка Клер та Кей-Март із Невади до Аляски зайняла набагато більше часу, ніж вони очікували. Коли головна героїня знаходить покинутий гелікоптер і читає їхній щоденник, там наявні записи, які описують напрямок рухів. Вони зробили багато зупинок для дозаправки та поповнення ресурсів, і врешті-решт вони дісталися до місця призначення всього за кілька днів до її прибуття.
- У першій частині «Оселі зла» вже показувались місця у Токіо, на Алясці та в Лос-Анджелесі.
- Дивні істоти з ротами-кольорами називаються маджині. Їх взяли із відеоігор і навіть не видозмінювали.
- Назва фільму «Потойбічне життя» відповідає робочому варіанту назви попередньої частини, перш ніж вона стала «Вимиранням».

## Помилки у фільмі
- Еліс заряджає свій дробовик 12-го калібру. Коли вона вбиває ним декількох мерців в одній зі сцен, можна чітко розгледіти набої, які залишаються в стіні поряд з Люком Вестом. На «Аркадії» вона також знищує ним зомбі-пса. Діаметр снарядів складає 0,955 дюйма, і вони ніяк не підійшли б для зброї з дулом у 0,729 одиниць.
- Деякі клони головної героїні під час сутички з ворогом продовжують ходити вперед-назад від платформи до штаб-квартири.
- До моменту, коли Еліс починає битися з Вескером у фіналі, можна помітити, що Кріс слідує за нею. Однак потім він і його сестра з'являються за спиною противника, хоча йшли позаду дівчини, яка стоїть навпроти.
- Жінка виявляє Клер, у якої розпатлане волосся, брудні обличчя та руки і порваний одяг. Пізніше, в літаку, у неї нормальна акуратна зачіска та нові речі, хоча на аеродромі не було жодної інфраструктури.
- Зомбі із сокирою насувається на тюремні ворота і отримує кілька пострілів в голову. Через це на тканині, яка покриває обличчя, утворюється як мінімум один отвір. Але коли він дістається до душової, видно дірки тільки на потилиці.
- Через шум Еліс направляє свій пістолет у бік, звідки він роздається. У деяких кадрах душ позаду неї працює, однак у кадрах чутно, як тече вода.
- За Клер ганяється монстр. Він руйнує всі крани по черзі, коли дівчина ухиляється від його величезної сокири, але потім видно, що розбито все навіть у місцях, де герої ще не пробігали.
- Коли жінка прибуває на Аляску і йде на берег, вона кладе свою камеру і сідає перед нею. Спочатку пристрій нахилений вниз, який не зумів би зняти її обличчя. Коли монолог продовжує записуватись, апарат змінює кут і направлений на верхню частину тіла.